# Cross Innovation
Der Begriff Cross Innovation beschreibt die branchen- bzw. disziplinenübergreifende Zusammenarbeit von Kreativschaffenden und bspw. Unternehmen aus dem verarbeitenden Gewerbe, Hightech-Branchen, der Gesundheits- oder Automobilwirtschaft. Als Beispiel kann die Zusammenarbeit von Software- und Spieleentwicklern bei der Gestaltung von Interfaces (Systemoberflächen) oder Bedienelementen gesehen werden. Dies wird häufig unter dem Begriff Gamification beschrieben. Die Herausforderung in der interdisziplinären Zusammenarbeit besteht zunächst in der Entwicklung einer gemeinsamen Sprachebene, auf der eine Verständigung der unterschiedlichen beteiligten Fachbereiche stattfinden kann. Dies kann im universitären Umfeld erfolgen, immer häufiger finden sich aber privat initiierte Unternehmensnetzwerke in sogenannten Kreativlabs zusammen. Die Idee von Cross Innovation ist die Entwicklung neuer Ideen und Konzepte aus dem Zusammenbringen unterschiedlicher Branchenlösungen.

## Gestaltungsformen
Steinle beschreibt zwei mögliche Umsetzungen. Zum einen kann diese in Gestalt eines Know-how-Transfers zwischen Branchen bestehen, wobei hier Analogien bei der Lösung bestimmter Probleme gesucht und auf andere Branchen übertragen werden. Die zweite Form stellen Kooperationen dar, bei denen branchenübergreifend Innovationen entwickelt werden und aus dem Zusammenbringen branchenspezifischen Wissens Neues geschaffen wird. Damit fügt sich dieser Ansatz in die unter dem Begriff Open Innovation beschriebenen Innovationsentwicklungsmethoden ein.
Die Vorteile der Vorgehensweise durch Cross Innovations sieht Steinle in verkürzten Entwicklungszyklen, geringeren Entwicklungskosten und -risiken.